# Arrasto

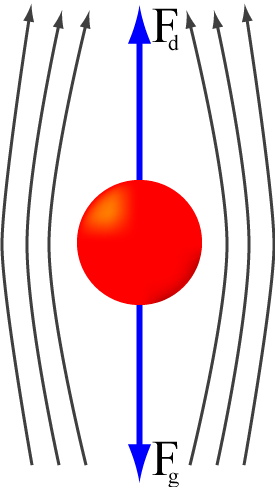
Um objeto caindo em um gás ou líquido é sujeito a uma força em sentido oposto ao seu movimento. A velocidade terminal é alcançada quando a força de arrasto é igual em módulo à força da gravidade que empurra o objeto para baixo.

Na dinâmica dos fluidos, arrasto é a força que faz resistência ao movimento de um objeto sólido através de um fluido (um líquido ou gás). O arrasto é feito de forças de fricção (atrito), que agem em direção paralela à superfície do objeto (primariamente pelos seus lados, já que as forças de fricção da frente e de trás se anulam), e de forças de pressão, que atuam em uma direção perpendicular à superfície do objeto (primariamente na frente e atrás, já que as forças de pressão se cancelam nas laterais do objeto). Ao contrário de outras forças resistivas, como o atrito, que é quase independente da velocidade, forças de arrasto dependem da velocidade. Um exemplo de forças dependentes da velocidade é o arrasto aerodinâmico, como o usado para explicar o desempenho de Usain Bolt.